# (2420) Čiurlionis
(2420) Čiurlionis ist ein Asteroid des Hauptgürtels, der am 3. Oktober 1975 vom russischen Astronomen Nikolai Stepanowitsch Tschernych am Krim-Observatorium in Nautschnyj (IAU-Code 095) entdeckt wurde.
Der Asteroid wurde nach dem litauischen Komponisten und Maler Mikalojus Konstantinas Čiurlionis (1875–1911) benannt, der in Litauen den Status eines Nationalhelden besitzt.